# Shannon Lucid

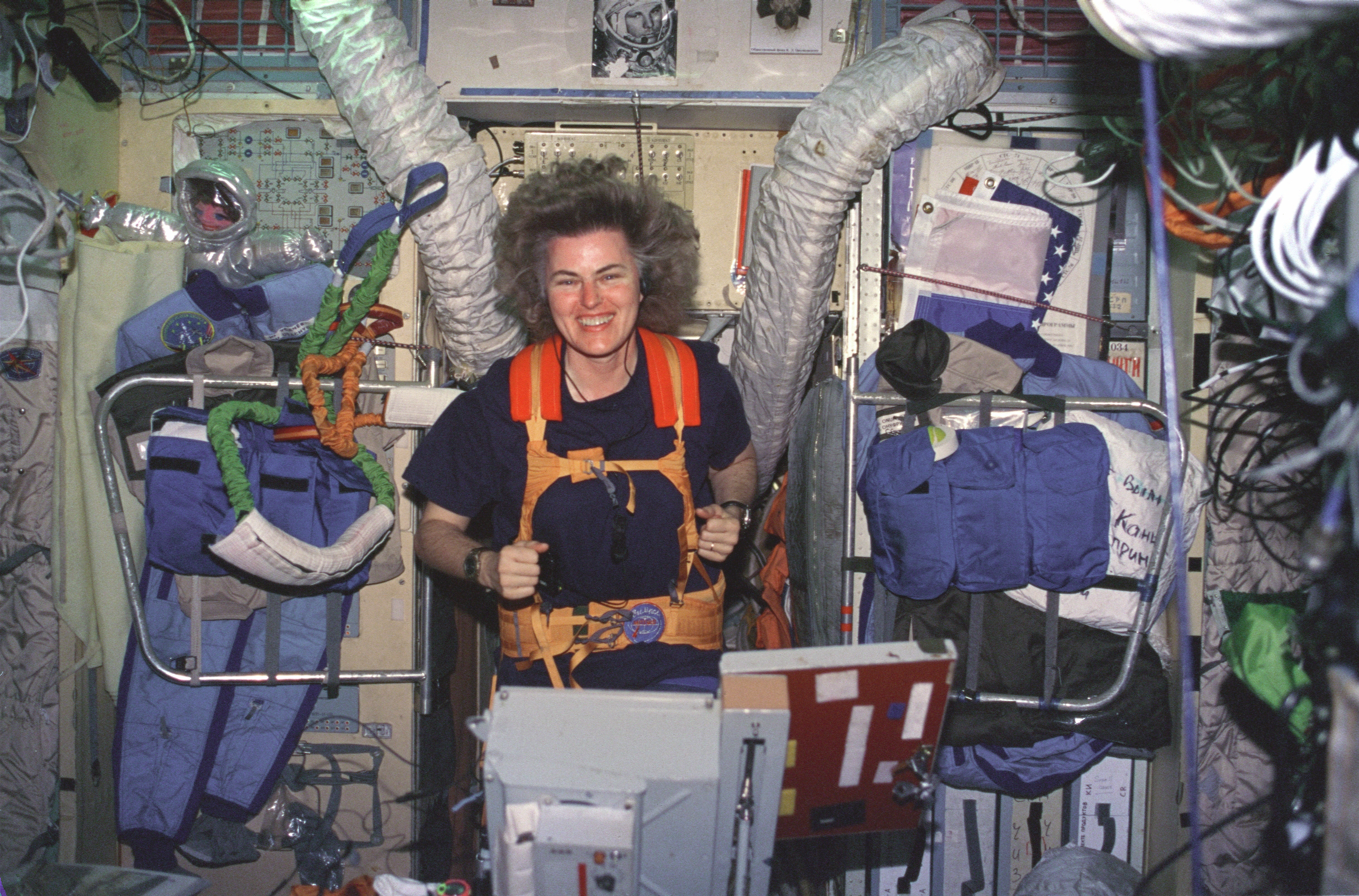
Shannon Lucid podczas ćwiczeń na bieżni magnetycznej na stacji Mir

Shannon Matilda Wells Lucid (ur. 14 stycznia 1943 w Szanghaju) – amerykańska astronautka, doktor biochemii.

## Zarys biografii
Pierwsze lata życia spędziła w Chinach, ponieważ jej rodzice – Joseph Oscar i Myrtle Wellsowie – byli misjonarzami Kościoła Baptystów. Wskutek ich decyzji o powrocie do rodzinnego kraju w 1949 przybyła do Stanów Zjednoczonych. Wellsowie osiedli w Bethany w Oklahomie. W 1960 ukończyła tamtejszą szkołę średnią, a w 1963 – studia na Wydziale Chemii Uniwersytetu Oklahomy. Na uczelni tej uzyskała w 1973 tytuł doktorski w dziedzinie biochemii.
Jest żoną Michaela F. Lucida, z którym ma troje dzieci.

## Praca w NASA i kariera astronautki
- 1978 – została przyjęta do NASA.
- 1979 – ukończyła szkolenie astronauty.
- 1985 – uczestniczyła w misji STS-51-G
- 1989 – uczestniczyła w misji STS-34
- 1991 – uczestniczyła w misji STS-43
- 1993 – uczestniczyła w misji STS-58
- 22 marca 1996 – rozpoczęła pobyt na stacji kosmicznej Mir. Była pierwszą astronautką amerykańską biorącą udział we wspólnej amerykańsko-rosyjskiej misji na tej stacji. Spędziła na niej 188 dni.
- 2012 – zakończyła pracę w NASA, przechodząc na emeryturę.

## Odznaczenia i nagrody
- Congressional Space Medal of Honor (1996)
- NASA Space Flight Medal – pięciokrotnie
- Medal „Za zasługi w podboju kosmosu” (nadany dekretem prezydenta Federacji Rosyjskiej Dmitrija Miedwiediewa, № 437 z 12 kwietnia 2011)[1]
- Wprowadzenie do Kobiecego Panteonu Sławy Oklahomy (Oklahoma Women's Hall of Fame) (1993)
- Universal Astronaut Insignia za lot orbitalny (nr 170) – Stowarzyszenie Uczestników Lotów Kosmicznych (Association of Space Explorers(inne języki))[2]

## Wykaz lotów
| Loty kosmiczne, w których uczestniczyła Shannon Lucid                     | Loty kosmiczne, w których uczestniczyła Shannon Lucid | Loty kosmiczne, w których uczestniczyła Shannon Lucid | Loty kosmiczne, w których uczestniczyła Shannon Lucid | Loty kosmiczne, w których uczestniczyła Shannon Lucid | Loty kosmiczne, w których uczestniczyła Shannon Lucid | Loty kosmiczne, w których uczestniczyła Shannon Lucid |
| Nr                                                                        | Data startu                                           | Statek kosmiczny                                      | Data lądowania                                        | Statek kosmiczny                                      | Funkcja                                               | Czas trwania                                          |
| ------------------------------------------------------------------------- | ----------------------------------------------------- | ----------------------------------------------------- | ----------------------------------------------------- | ----------------------------------------------------- | ----------------------------------------------------- | ----------------------------------------------------- |
| 1                                                                         | 17 czerwca 1985                                       | STS-51-G Discovery F-5                                | 24 czerwca 1985                                       | STS-51-G Discovery F-5                                | Specjalista misji (MS-1)                              | 7 dni 1 godzina 38 minut i 51 sekund                  |
| 2                                                                         | 18 października 1989                                  | STS-34 Atlantis F-5                                   | 23 października 1989                                  | STS-34 Atlantis F-5                                   | Specjalista misji                                     | 4 dni 23 godziny 39 minut i 21 sekund                 |
| 3                                                                         | 2 sierpnia 1991                                       | STS-43 Atlantis F-9                                   | 11 sierpnia 1991                                      | STS-43 Atlantis F-9                                   | Specjalista misji (MS-1)                              | 8 dni 21 godzin 21 minut i 25 sekund                  |
| 4                                                                         | 18 października 1993                                  | STS-58 Columbia F-15                                  | 1 listopada 1993                                      | STS-58 Columbia F-15                                  | Specjalista misji (MS-4)                              | 14 dni 12 minut i 32 sekundy                          |
| 5                                                                         | 22 marca 1996                                         | STS-76 Atlantis F-16                                  | 26 września 1996                                      | STS-79 Atlantis F-17                                  | Specjalista misji                                     | 188 dni 4 godziny i 9 sekund                          |
| Łączny czas spędzony w kosmosie — 223 dni 2 godziny 52 minuty i 18 sekund |                                                       |                                                       |                                                       |                                                       |                                                       |                                                       |